# Кан (округ)
Кан (фр. Caen) — округ (фр. Arrondissement) во Франции, один из округов в регионе Нормандия. Департамент округа — Кальвадос. Префектура — Кан.
Население округа на 2014 год составляло 388 206 человек. Плотность населения составляет 242 чел./км². Площадь округа составляет 1605,73 км².

## Состав
Кантоны округа Кан (после 1 января 2017 г.):
- Иф
- Кан-1
- Кан-2
- Кан-3
- Кан-4
- Кан-5
- Курсёль-сюр-Мер (частично)
- Ле-Ом
- Ливаро-Пеи-д’Ож (частично)
- Мезидон-Валле-д’Ож (частично)
- Троарн (частично)
- Тю-э-Мю (частично)
- Уистреам
- Фалез
- Эвреси
- Эрувиль-Сен-Клер

Кантоны округа Кан (с 22 марта 2015 г. по 31 декабря 2016 г.):
- Байё (частично)
- Бретвиль-л’Оргейёз (частично)
- Иф
- Кабур (частично)
- Кан-1
- Кан-2
- Кан-3
- Кан-4
- Кан-5
- Конде-сюр-Нуаро (частично)
- Курсёль-сюр-Мер (частично)
- Ливаро (частично)
- Мезидон-Канон (частично)
- Оне-сюр-Одон (частично)
- Троарн (частично)
- Тюри-Аркур
- Уистреам
- Фалез
- Эвреси
- Эрувиль-Сен-Клер

Кантоны округа Кан (до 22 марта 2015 года):
- Бургебюс
- Бретвиль-сюр-Лез
- Кабур
- Кан 1-й кантон
- Кан 2-й кантон
- Кан 3-й кантон
- Кан 4-й кантон
- Кан 6-й кантон
- Кан 7-й кантон
- Кан 8-й кантон
- Кан 9-й кантон
- Кан 10-й кантон
- Крёлли
- Дувр-ла-Деливранд
- Эвреси
- Фалез-Север
- Фалез-Юг (кантон)
- Эрувиль-Сен-Клер 5-й кантон
- Морто-Кулибёф
- Уистреам
- Тюри-Аркур
- Тийи-сюр-Сёль
- Троарн
- Вилле-Бокаж